# Copa Confederación de la CAF 2017
La Copa Confederación de la CAF del 2017 (oficialmente Total Copa Confederación de la CAF por razones de patrocinio) fue la 14 ª edición del segundo torneo de clubes de fútbol en importancia de África, organizada por la Confederación Africana de Fútbol (CAF).
A partir de esta temporada, la fase de grupos se ampliará de 8 a 16 equipos, divididos en cuatro grupos de cuatro.
El ganador de la Copa Confederación de la CAF 2017, ganará el derecho a jugar contra el ganador de la Liga de Campeones de la CAF 2017 en la Supercopa de la CAF 2018. Igualmente, calificará para la siguiente edición del torneo, en caso de no calificar para la Liga de Campeones vía torneo doméstico.

## Ubicación de los equipos de las Asociaciones
Los 56 CAF asociaciones miembros pueden entrar en la Copa Confederación de la CAF, donde los 12 miembros más fuertes según el ranking de la CAF tienen derecho a enviar dos equipos al torneo. El titular también podrá participar, en caso de no haber obtenido el cupo en su respectiva liga. Como resultado, en teoría, un máximo de 69 equipos podría entrar en el torneo (además de ocho equipos eliminados de la Liga de Campeones de la CAF, que entrar en el play-off redondo - aunque nunca se ha alcanzado este nivel.
Para la Copa Confederación de la CAF 2017, la CAF utiliza el ranking de 2011-2015, que calcula los puntos para cada asociación participante en función del rendimiento de sus clubes durante esos 5 años en la Liga de Campeones de la CAF y Copa Confederación de la CAF. Los criterios de los puntos son los siguientes:
|                          | Liga de Campeones | Copa Confederación |
| ------------------------ | ----------------- | ------------------ |
| Ganador                  | 5 puntos          | 4 puntos           |
| Subcampeón               | 4 puntos          | 3 puntos           |
| Semifinalistas           | 3 puntos          | 2 puntos           |
| 3.er lugar en los grupos | 2 puntos          | 1 puntos           |
| 4.º lugar en los grupos  | 1 punto           | 1 punto            |

Los puntos son multiplicados por un coeficiente acorde al año:
- 2015 – 5
- 2014 – 4
- 2013 – 3
- 2012 – 2
- 2011 – 1

## Equipos
Asociaciones son mostradas de acuerdo a su posición en el ranking 5-años de la CAF – aquellos con un puntaje de ranking tienen su rango y puntuación indicadas.
| Asociación                                  | Equipos                 | Método de calificación                                            |
| ------------------------------------------- | ----------------------- | ----------------------------------------------------------------- |
| RD del Congo                                | TP Mazembe              | Campeón defensor(Ganador de la Copa Confederación de la CAF 2016) |
| Asociaciones con dos equipos (Ranquín 1–12) |                         |                                                                   |
| Túnez (1st – 100 pts)                       | CS Sfaxien              | 3.er lugar Championnat de Ligue Profesionelle 1 2015-16           |
| Túnez (1st – 100 pts)                       | Club Africain           | Subcampeón Copa de Túnez 2015-16                                  |
| Egipto (2nd – 80 pts)                       | Smouha                  | 3.er lugar Liga Premier de Egipto 2015-16                         |
| Egipto (2nd – 80 pts)                       | Al-Masry                | 4er lugar Liga Premier de Egipto 2015-16                          |
| RD del Congo (3rd – 69 pts)                 | Sanga Balende           | 3.er lugar de la Linafoot 2015-16                                 |
| RD del Congo (3rd – 69 pts)                 | FC Renaissance du Congo | Ganador de la Copa de Congo 2015-16                               |
| Argelia (4th – 64 pts)                      | JS Kabylie              | 3.er lugar del Championnat National de Première Division 2015-16  |
| Argelia (4th – 64 pts)                      | MC Alger                | Ganador de la Copa de Argelia 2015-16                             |
| Sudán (5th – 51 pts)                        | Al-Ahly Shendi          | 3.er lugar de la Primera División de Sudán 2016                   |
| Sudán (5th – 51 pts)                        | Al-Hilal Al-Ubayyid     | Ganador de la Copa de Sudán 2016                                  |
| Sudáfrica (6th – 27 pts)                    | Platinum Stars          | 3.er lugar de la Premier Soccer League 2015-16                    |
| Sudáfrica (6th – 27 pts)                    | SuperSport United       | Ganador de la Copa de Sudáfrica 2015-16                           |
| Congo (T-7th – 24 pts)                      | Etoile du Congo         | 3.er lugar de la Primera División del Congo 2016                  |
| Congo (T-7th – 24 pts)                      | CARA Brazzaville        | Finalista de la Copa de Congo de Fútbol 2016                      |
| Marruecos (T-7th – 24 pts)                  | IR Tanger               | 3.er lugar de la Botola 2015-16                                   |
| Marruecos (T-7th – 24 pts)                  | MAS Fez                 | Ganador de la Copa del Trono 2015-16                              |
| Costa de Marfil (T-9th – 23 pts)            | SC Gagnoa               | 3.er lugar de la Ligue 1 de Côte d'Ivoire 2015-16                 |
| Costa de Marfil (T-9th – 23 pts)            | ASEC Mimosas            | 3.er lugar de la Primera División de Costa de Marfil 2015-16      |
| Mali (T-9th – 23 pts)                       | Djoliba AC              | 3.er lugar Primera División de Malí 2016                          |
| Mali (T-9th – 23 pts)                       | Onze Créateurs          | Ganador de la Copa de Malí 2016                                   |
| Camerún (11th – 19 pts)                     | Yong Sports Academy     | 3.er lugar de la Liga Elite 2016                                  |
| Camerún (11th – 19 pts)                     | APEJES Academy          | Ganador de la Copa de Camerún 2016                                |
| Nigeria (12th – 12 pts)                     | Wikki Tourists          | 3.er lugar de la Liga Premier de Nigeria 2016                     |
| Nigeria (12th – 12 pts)                     | Ifeanyi Ubah FC         | Ganador de la Copa de Nigeria 2016                                |
| Asociaciones con un equipo (Ranquín 13–56)  |                         |                                                                   |
| Angola (13th – 7 pts)                       | CRD do Libolo           | Ganador Copa de Angola 2016                                       |
| Ghana (T-14th – 4 pts)                      | Bechem United           | Ganador Copa de Ghana 2016                                        |
| Libia (T-14th – 4 pts)                      | Al-Hilal Benghazi       | Ganador Copa de Libia 2016                                        |
| Zambia (T-14th – 4 pts)                     | ZESCO United FC         | Ganador Copa de Zambia 2016                                       |
| Etiopía (17th – 3 pts)                      | Defence Force SC        | Ganador Copa de Etiopía 2016                                      |
| Botsuana                                    | Orapa United            | Ganador Copa Desafío de Botsuana 2015-16                          |
| Burkina Faso                                | AS SONABEL              | Ganador Copa de Burkina Faso 2015-16                              |
| Burundi                                     | Le Messager Ngozi       | Ganador Copa de Burundi 2015-16                                   |
| Comoras                                     | Volcan Club             | Ganador Copa de las Comoras 2016                                  |
| Yibuti                                      | Dikhil                  | Ganador Copa de Yibuti 2015-16                                    |
| Guinea Ecuatorial                           | Racing de Micomeseng    | Ganador Copa de Guinea Ecuatorial 2015-16                         |
| Gabón                                       | Akanda FC               | Ganador Copa de Gabón 2015-16                                     |
| Gambia                                      | Brikama United          | Ganador Copa de Gambia 2015-16                                    |
| Guinea                                      | AS Kaloum Star          | Finalista de la Copa de Guinea 2016                               |
| Kenia                                       | Ulinzi Stars            | Finalista de la Copa de Kenia 2016                                |
| Liberia                                     | MC Breweries            | Ganador Copa de Liberia 2016                                      |
| Madagascar                                  | ASSM Elgeco Plus        | Ganador Copa de Madagascar 2016                                   |
| Mauritania                                  | ASAC Concorde           | Ganador Copa de Mauritania 2015-16                                |
| Mauricio                                    | Pamplemousses SC        | Ganador Copa de Mauricio 2015-16                                  |
| Mozambique                                  | UD Songo                | Ganador Copa de Mozambique 2016                                   |
| Níger                                       | AS Douanes Niamey       | Ganador Copa de Níger 2015-16                                     |
| Ruanda                                      | Rayon Sports            | Ganador Copa de Ruanda 2015-16                                    |
| Senegal                                     | ASC Niarry Tally        | Ganador Copa de Senegal 2015-16                                   |
| Seychelles                                  | St Michel United FC     | Ganador Copa de Seychelles 2016                                   |
| Sierra Leona                                | RSLAF                   | Finalista de la Copa de Sierra Leona 2016                         |
| Sudán del Sur                               | Wau Salaam FC           | Ganador Copa de Sudán del Sur 2015-16                             |
| Suazilandia                                 | Mbabane Swallows        | Ganador Copa de Suazilandia 2015-16                               |
| Tanzania                                    | Azam FC                 | Ganador Copa de Tanzania 2015-16                                  |
| Uganda                                      | Vipers                  | Ganador Copa de Uganda 2015-16                                    |
| Zanzíbar                                    | KVZ                     | Ganador Copa de Zanzíbar 2016                                     |
| Zimbabue                                    | Ngezi Platinum          | Ganador Copa de Zimbabue 2016                                     |

| Perdedores de la Ronda de calificación de la Liga de Campeones 2017 | Perdedores de la Ronda de calificación de la Liga de Campeones 2017 | Perdedores de la Ronda de calificación de la Liga de Campeones 2017 | Perdedores de la Ronda de calificación de la Liga de Campeones 2017 |
| ------------------------------------------------------------------- | ------------------------------------------------------------------- | ------------------------------------------------------------------- | ------------------------------------------------------------------- |
| Rail Club du Kadiogo                                                | Rivers United                                                       | AS Tanda                                                            | Horoya Conakry                                                      |
| FUS Rabat                                                           | Kampala Capital City Authority                                      | CF Mounana                                                          | Young Africans                                                      |
| Barrack Young Controllers                                           | Enugu Rangers                                                       | Gambia Ports Authority                                              | CNaPS Sport                                                         |
| Bidvest Wits                                                        | TP Mazembe                                                          | AC Léopards                                                         | AS Port-Louis 2000                                                  |

## Cronograma
El cronograma de la competición será la siguiente:
| Fase           | Ronda            | Fecha de sorteo | Partido de ida | Partido de vuelta |
| -------------- | ---------------- | --------------- | -------------- | ----------------- |
| Clasificatoria | Ronda preliminar |                 |                |                   |
| Clasificatoria | Primera ronda    |                 |                |                   |
| Fase de grupo  | Partido 1        |                 |                |                   |
| Fase de grupo  | Partido 2        |                 |                |                   |
| Fase de grupo  | Partido 3        |                 |                |                   |
| Fase de grupo  | Partido 4        |                 |                |                   |
| Fase de grupo  | Partido 5        |                 |                |                   |
| Fase de grupo  | Partido 6        |                 |                |                   |
| Fase final     | Cuartos de final |                 |                |                   |
| Fase final     | Semifinales      |                 |                |                   |
| Fase final     | Final            |                 |                |                   |

## Rondas de calificación
En las rondas de clasificación, los emparejamientos se juegan a ida y vuelta. Si la puntuación total es igual después del segundo partido, se aplica la Regla del gol de visitante, y si todavía se mantiene la igualdad, se van directo a los penaltis se utiliza para determinar el ganador. No hay tiempo extra.

### Ronda preliminar
| Equipo 1                | Agr.        | Equipo 2             | Ida | Vuelta |
| ----------------------- | ----------- | -------------------- | --- | ------ |
| Monrovia Club Breweries | 3–4         | JS Kabylie           | 3–0 | 0–4    |
| Étoile du Congo         | 3–0         | Racing de Micomeseng | 2–0 | 1–0    |
| Ifeanyi Ubah            | 1–1 (0–3 p) | Al-Masry             | 1–0 | 0–1    |
| Defence Force SC        | 1–2         | Yong Sports Academy  | 1–0 | 0–2    |
| AS Douanes Niamey       | 1–3         | IR Tanger            | 1–2 | 0–1    |
| ASSM Elgeco Plus        | 1–2         | SuperSport United    | 0–0 | 1–2    |
| Akanda                  | 0–1         | Renaissance du Congo | 0–0 | 0–1    |
| Bechem United           | 3–5         | MC Alger             | 2–1 | 1–4    |
| RSLAF                   | 2–1         | Wikki Tourists       | 2–0 | 0–1    |
| Platinum Stars          | 2–0         | UD Songo             | 1–0 | 1–0    |
| Vipers                  | 1–1 (a)     | Volcan Club          | 0–0 | 1–1    |
| Orapa United            | 2–4         | Mbabane Swallows     | 0–1 | 2–3    |
| KVZ                     | 2–4         | Le Messager Ngozi    | 2–1 | 0–3    |
| APEJES Academy          | 2–2 (a)     | ASC Niarry Tally     | 1–0 | 1–2    |
| Wau Salaam              | 0–6         | Rayon Sports         | 0–4 | 0–2    |
| AS SONABEL              | 0–3         | SC Gagnoa            | 0–0 | 0–3    |
| MAS Fez                 | 3–2         | CARA Brazzaville     | 3–0 | 0–2    |
| Pamplemousses           | 1–2         | Ngezi Platinum       | 1–1 | 0–1    |
| Al-Hilal Al-Ubayyid     | 3–0         | St Michel United     | 2–0 | 1–0    |
| Al-Hilal Benghazi       | 1–1 (4–5 p) | Ulinzi Stars         | 1–0 | 0–1    |

### Primera ronda
Los 16 ganadores de la primera ronda avanzan a la fase de grupos, donde se unirán a los 16 perdedores de la primera ronda de la Liga de Campeones de la CAF 2017.
| Equipo 1             | Agr.        | Equipo 2             | Ida | Vuelta |
| -------------------- | ----------- | -------------------- | --- | ------ |
| Étoile du Congo      | 0–1         | JS Kabylie           | 0–0 | 0-1    |
| Djoliba              | w.o.1       | Al-Masry             | 2–0 | -      |
| CS Sfaxien           | 6–1         | Yong Sports Academy  | 5–0 | 1-1    |
| AS Kaloum            | 1–3         | IR Tanger            | 1–0 | 0-3    |
| Al-Ahly Shendi       | 3–6         | SuperSport United    | 3–2 | 0-4    |
| MC Alger             | 3–2         | Renaissance du Congo | 2–0 | 1-2    |
| Club Africain        | w.o.2       | RSLAF                | 9–1 | -      |
| Vipers               | 2–3         | Platinum Stars       | 1–0 | 1-3    |
| Azam                 | 1–3         | Mbabane Swallows     | 1–0 | 0-3    |
| ZESCO United         | 4–2         | Le Messager FC       | 2–0 | 2-2    |
| ASEC Mimosas         | 2 – 1       | APEJES Academy       | 2–0 | 0-1    |
| Onze Créateurs       | w.o.1       | Rayon Sports         | 1–0 | -      |
| MAS Fez              | 3–2         | SC Gagnoa            | 3–1 | 0-1    |
| Recreativo do Libolo | 2–1         | Ngezi Platinum       | 2–1 | 0-0    |
| Sanga Balende        | 1–1 (3-5 p) | Al-Hilal Al-Ubayyid  | 1–0 | 0-1    |
| Smouha               | 4–3         | Ulinzi Stars         | 4–0 | 0-3    |

1-Los equipos de Malí fueron descalificados ya que la Federación de Fútbol de Malí fue suspendida por la FIFA.
2-El RSLAF abandonó el torneo antes de jugarse el partido de vuelta.

### Ronda de Play-off
En esta ronda, los ganadores de la primera ronda son emparejados con los perdedores de la Liga de Campeones, con la anterior sede de la segunda etapa.
Los 16 ganadores avanzan a la fase de grupos.
| Equipo 1               | Agr.           | Equipo 2             | Ida | Vuelta |
| ---------------------- | -------------- | -------------------- | --- | ------ |
| Young Africans         | 1-4            | MC Alger             | 1-0 | 0-4    |
| TP Mazembe             | 2-0            | JS Kabylie           | 2-0 | 0-0    |
| AC Léopards            | 3-4            | Mbabane Swallows     | 1-0 | 2-4    |
| FUS Rabat              | 3-2            | MAS Fez              | 2-1 | 1-1    |
| Enugu Rangers          | 2-5            | ZESCO United         | 2-2 | 0-3    |
| CF Mounana             | 2-1            | ASEC Mimosas         | 2-1 | 0-0    |
| Rail Club du Kadiogo   | 1-4            | CS Sfaxien           | 1-2 | 0-2    |
| Bidvest Wits           | 0-1            | Smouha               | 0-0 | 0-1    |
| CNaPS Sport            | 1-1 (gv)       | Recreativo do Libolo | 1-1 | 0-0    |
| KCCA                   | 1-1 (4–3 pen.) | Al-Masry             | 1-0 | 0-1    |
| Gambia Ports Authority | 1-4            | Al-Hilal Al-Ubayyid  | 1-1 | 0-3    |
| AS Port-Louis 2000     | 3-6            | Club Africain        | 1-2 | 2-4    |
| Rivers United          | 2-0            | Rayon Sports         | 2-0 | 0-0    |
| BYC                    | 1-6            | SuperSport United    | 1-1 | 0-5    |
| AS Tanda               | 2-2 (4–5 pen.) | Platinum Stars       | 2-0 | 0-2    |
| Horoya AC              | 4-3            | IR Tanger            | 2-0 | 2-3    |

## Fase de grupos
En la fase de grupos, los 16 equipos son sorteados en 4 grupos de 4 integrantes. En cada grupo se juega un liguilla. El ganador y segundo ubicado de cada grupo, avanza a la Fase Final.
| Criterio de desempate |
| --- |
| Los equipos son ubicados acorde al sistema de puntos (3 puntos para una victoria, 1 punto para un empate, 0 puntos para una derrota). Si están empatados en puntos, los criterios de desempate son aplicados en el orden siguiente: 1. Número de puntos obtenidos en los juegos entre los equipos involucrados; 2. Diferencia de goles en los juegos entre los equipos involucrados; 3. Goles marcados en los juegos entre los equipos involucrados; 4. Gol visitante marcados los juegos entre los equipos involucrados; 5. Si después de aplicar los criterios 1 a 4 a varios equipos, dos equipos continúan igualados, entonces los criterios 1 a 4 se vuelve a aplicar exclusivamente a los partidos entre los dos equipos en cuestión para determinar su clasificación final. Si este procedimiento no conduce a una decisión, aplicarán criterios 6 a 9; 6. Gol diferencia en todos los juegos; 7. Goles marcados en todos los juegos; 8. Goles de visita marcados en todos los juegos; 9. Sorteo. |

### Grupo A
| Pos. | Equipo            | Pts. | PJ | G | E | P | GF | GC | Dif. | Clasificación    |
| ---- | ----------------- | ---- | -- | - | - | - | -- | -- | ---- | ---------------- |
| 1    | Club Africain     | 12   | 6  | 4 | 0 | 2 | 13 | 6  | +7   | Cuartos de final |
| 2    | FUS Rabat         | 9    | 6  | 3 | 0 | 3 | 9  | 8  | +1   | Cuartos de final |
| 3    | KCCA (E)          | 9    | 6  | 3 | 0 | 3 | 8  | 12 | −4   |                  |
| 4    | Rivers United (E) | 6    | 6  | 2 | 0 | 4 | 6  | 10 | −4   |                  |

 Fuente: CAF
Criterios de clasificación: Criterio de Desempate
Notas:
1. 1 2  Enfrentamiento Directo: FUS Rabat 3–0 KCCA, KCCA 3–1 FUS Rabat.

| 13 de mayo de 2017 | FUS Rabat                            | 3–0     | KCCA | Stade de FUS, Rabat, Marruecos |                            |
|                    | El Bahri 7' · Njie 42' · Benarif 76' | Reporte |      | Árbitro(s): Bienvenu Sinko     | Árbitro(s): Bienvenu Sinko |

| 14 de mayo de 2017 | Club Africain                                      | 3–1     | Rivers United | Stade Olympique de Radès, Radès, Túnez |                               |
|                    | Ifa 22' · Darragi 45' (pen.) · Douhadji 71' (a.g.) | Reporte | Odumegwu 53'  | Árbitro(s): Sékou Ahmed Touré          | Árbitro(s): Sékou Ahmed Touré |

| 23 de mayo de 2017 | KCCA                        | 2–1     | Club Africain | Phillip Omondi Stadium, Kampala, Uganda |                                     |
|                    | Nsibambi 45+1' · Masiko 63' | Reporte | Belkhiter 19' | Árbitro(s): Ahmad Imtehaz Heeralall     | Árbitro(s): Ahmad Imtehaz Heeralall |

| 24 de mayo de 2017 | Rivers United | 1–0     | FUS Rabat | Yakubu Gowon Stadium, Port Harcourt, Nigeria |                                 |
|                    | Atuloma 71'   | Reporte |           | Árbitro(s): Jean Claude Ishimwe              | Árbitro(s): Jean Claude Ishimwe |

| 2 de junio de 2017 | FUS Rabat                       | 2–1     | Club Africain | Stade de FUS, Rabat, Marruecos |                               |
|                    | Fouzair 53' (pen.) · Skouma 90' | Reporte | Chenihi 19'   | Árbitro(s): Mahmoud Bassiouny  | Árbitro(s): Mahmoud Bassiouny |

| 3 de junio de 2017 | KCCA             | 2–1     | Rivers United | Phillip Omondi Stadium, Kampala, Uganda |                                 |
|                    | Nsibambi 16' 71' | Reporte | Sakin 33'     | Árbitro(s): Hassan Mohamed Hagi         | Árbitro(s): Hassan Mohamed Hagi |

| 20 de junio de 2017 | Rivers United          | 2–1     | KCCA           | Yakubu Gowon Stadium, Port Harcourt, Nigeria |                              |
|                     | Ovoke 1' · Obomate 14' | Reporte | Sserunkuma 44' | Árbitro(s): Juste Ephrem Zio                 | Árbitro(s): Juste Ephrem Zio |

| 20 de junio de 2017 | Club Africain             | 2–1     | FUS Rabat          | Stade Olympique de Radès, Radès, Túnez |                              |
|                     | Abdi 69' · Meniaoui 90+4' | Reporte | Fouzair 33' (pen.) | Árbitro(s): Mustapha Ghorbal           | Árbitro(s): Mustapha Ghorbal |

| 2 de julio de 2017 | KCCA                                            | 3–1     | FUS Rabat   | Phillip Omondi Stadium, Kampala, Uganda |                             |
|                    | Sserunkuma 42' (pen.) · Saddam 53' · Muleme 62' | Reporte | Diakité 85' | Árbitro(s): Norman Matemera             | Árbitro(s): Norman Matemera |

| 2 de julio de 2017 | Rivers United | 0–2     | Club Africain                  | Yakubu Gowon Stadium, Port Harcourt, Nigeria |                                       |
|                    |               | Reporte | Haddad 64' · Festus 88' (a.g.) | Árbitro(s): Pacifique Ndabihawenimana        | Árbitro(s): Pacifique Ndabihawenimana |

| 7 de julio de 2017 | FUS Rabat                          | 2–1     | Rivers United | Stade de FUS, Rabat, Marruecos |                            |
|                    | El Gnaoui 52' · Fouzair 89' (pen.) | Reporte | Sakin 43'     | Árbitro(s): Jackson Pavaza     | Árbitro(s): Jackson Pavaza |

| 7 de julio de 2017 | Club Africain                              | 4–0     | KCCA | Stade Olympique de Radès, Radès, Túnez |                              |
|                    | Khalifa 11' · Haddad 24' 89' · Zemzemi 41' | Reporte |      | Árbitro(s): Wellington Kaoma           | Árbitro(s): Wellington Kaoma |

### Grupo B
| Pos. | Equipo               | Pts. | PJ | G | E | P | GF | GC | Dif. | Clasificación    |
| ---- | -------------------- | ---- | -- | - | - | - | -- | -- | ---- | ---------------- |
| 1    | CS Sfaxien           | 13   | 6  | 4 | 1 | 1 | 13 | 4  | +9   | Cuartos de final |
| 2    | MC Alger             | 11   | 6  | 3 | 2 | 1 | 7  | 7  | 0    | Cuartos de final |
| 3    | Mbabane Swallows (E) | 5    | 6  | 1 | 2 | 3 | 8  | 10 | −2   |                  |
| 4    | Platinum Stars (E)   | 3    | 6  | 0 | 3 | 3 | 6  | 13 | −7   |                  |

 Fuente: CAF
Criterios de clasificación: Criterio de Desempate
| 13 de mayo de 2017 | CS Sfaxien   | 1–0     | Mbabane Swallows | Stade Taïeb Mhiri, Sfax, Túnez |                     |
|                    | Marzouki 30' | Reporte |                  | Árbitro(s): Issa Sy            | Árbitro(s): Issa Sy |

| 14 de mayo de 2017 | Platinum Stars | 1–1     | MC Alger      | Royal Bafokeng Stadium, Rustenburg |                          |
|                    | Khunou 43'     | Reporte | Boudebouda 6' | Árbitro(s): Peter Waweru           | Árbitro(s): Peter Waweru |

| 23 de mayo de 2017 | Mbabane Swallows       | 4–2     | Platinum Stars                 | Somhlolo National Stadium, Lobamba, Suazilandia |                             |
|                    | Ndzinisa 4' 7' 63' 77' | Reporte | Shilongo 21' (pen.) 90' (pen.) | Árbitro(s): Norman Matemera                     | Árbitro(s): Norman Matemera |

| 23 de mayo de 2017 | MC Alger                   | 2–1     | CS Sfaxien  | Stade du 5 Juillet, Algiers, Argelia |                                      |
|                    | Nekkache 26' · Hachoud 66' | Reporte | Aouadhi 41' | Árbitro(s): Mahmoud Zakaria El Banna | Árbitro(s): Mahmoud Zakaria El Banna |

| 2 de junio de 2017 | Mbabane Swallows | 0–0     | MC Alger | Somhlolo National Stadium, Lobamba |                           |
|                    |                  | Reporte |          | Árbitro(s): Israel Mujuni          | Árbitro(s): Israel Mujuni |

| 4 de junio de 2017 | CS Sfaxien                                     | 3–0     | Platinum Stars | Stade Taïeb Mhiri, Sfax, Túnez         |                                        |
|                    | Sokari 12' · Aouadhi 27' (pen.) · Hannachi 53' | Reporte |                | Árbitro(s): Mahmood Ali Mahmood Ismail | Árbitro(s): Mahmood Ali Mahmood Ismail |

| 20 de junio de 2017 | MC Alger        | 2–1     | Mbabane Swallows | Stade du 5 Juillet, Algiers, Argelia |                             |
|                     | Nekkache 4' 28' | Reporte | Ndlovu 73'       | Árbitro(s): Mahamadou Keita          | Árbitro(s): Mahamadou Keita |

| 21 de junio de 2017 | Platinum Stars | 1–1     | CS Sfaxien   | Royal Bafokeng Stadium, Rustenburg, Sudáfrica |                          |
|                     | Ntuli 58'      | Reporte | Hannachi 76' | Árbitro(s): Antoine Effa                      | Árbitro(s): Antoine Effa |

| 30 de junio de 2017 | MC Alger                          | 2–0     | Platinum Stars | Stade du 5 Juillet, Algiers, Argelia |                              |
|                     | Hachoud 12' (pen.) · Nekkache 89' | Reporte |                | Árbitro(s): Juste Ephrem Zio         | Árbitro(s): Juste Ephrem Zio |

| 2 de julio de 2017 | Mbabane Swallows | 1–3     | CS Sfaxien                             | Somhlolo National Stadium, Lobamba, Suazilandia |                              |
|                    | Tshishimbi 44'   | Reporte | Ben Ali 21' · Chaouat 29' · Karoui 88' | Árbitro(s): Parmendra Nunkoo                    | Árbitro(s): Parmendra Nunkoo |

| 8 de julio de 2017 | CS Sfaxien                                      | 4–0     | MC Alger | Stade Taïeb Mhiri, Sfax, Túnez |                         |
|                    | Chaouat 2' 88' · Amdouni 90+4' · Marzouki 90+5' | Reporte |          | Árbitro(s): Denis Batte        | Árbitro(s): Denis Batte |

| 8 de julio de 2017 | Platinum Stars  | 2–2     | Mbabane Swallows          | Moruleng Stadium, Saulspoort, Sudáfrica |                                        |
|                    | Ng'ambi 79' 85' | Reporte | Nhleko 20' · Ndzinisa 69' | Árbitro(s): Mahmood Ali Mahmood Ismail  | Árbitro(s): Mahmood Ali Mahmood Ismail |

### Grupo C
| Pos. | Equipo                   | Pts. | PJ | G | E | P | GF | GC | Dif. | Clasificación    |
| ---- | ------------------------ | ---- | -- | - | - | - | -- | -- | ---- | ---------------- |
| 1    | ZESCO United             | 10   | 6  | 3 | 1 | 2 | 6  | 5  | +1   | Cuartos de final |
| 2    | Al-Hilal Al-Ubayyid      | 10   | 6  | 3 | 1 | 2 | 6  | 6  | 0    | Cuartos de final |
| 3    | Recreativo do Libolo (E) | 7    | 6  | 2 | 1 | 3 | 4  | 5  | −1   |                  |
| 4    | Smouha (E)               | 6    | 6  | 1 | 3 | 2 | 5  | 5  | 0    |                  |

 Fuente: CAF
Criterios de clasificación: Criterio de Desempate
Notas:
1. 1 2  Enfrentamiento Directo: Al-Hilal Al-Ubayyid 1–0 ZESCO United, ZESCO United 3–0 Al-Hilal Al-Ubayyid.

| 13 de mayo de 2017 | ZESCO United    | 1–0     | Smouha | Levy Mwanawasa Stadium, Ndola, Zambia |                             |
|                    | Were 73' (pen.) | Reporte |        | Árbitro(s): Cecil Fleischer           | Árbitro(s): Cecil Fleischer |

| 14 de mayo de 2017 | Recreativo do Libolo | 1–0     | Al-Hilal Al-Ubayyid | Estádio Municipal de Calulo, Calulo, Angola |                              |
|                    | Diawara 90'          | Reporte |                     | Árbitro(s): Aurélien Juenkou                | Árbitro(s): Aurélien Juenkou |

| 24 de mayo de 2017 | Smouha                  | 2–0     | Recreativo do Libolo | Borg El Arab Stadium, Alejandría, Egipto |                             |
|                    | Raouf 11' · Mohareb 90' | Reporte |                      | Árbitro(s): Mahamadou Keita              | Árbitro(s): Mahamadou Keita |

| 24 de mayo de 2017 | Al-Hilal Al-Ubayyid | 1–0     | ZESCO United | Al-Ubayyid Stadium, Al-Ubayyid, Sudán |                         |
|                    | Moukoro 86'         | Reporte |              | Árbitro(s): Sadok Selmi               | Árbitro(s): Sadok Selmi |

| 3 de junio de 2017 | Smouha           | 1–1     | Al-Hilal Al-Ubayyid | Borg El Arab Stadium, Alejandría, Egipto |                            |
|                    | Mekky 38' (pen.) | Reporte | Ezzat 67' (a.g.)    | Árbitro(s): Rédouane Jiyed               | Árbitro(s): Rédouane Jiyed |

| 4 de junio de 2017 | ZESCO United | 1–0     | Recreativo do Libolo | Levy Mwanawasa Stadium, Ndola, Zambia |                            |
|                    | Mbombo 27'   | Reporte |                      | Árbitro(s): Jackson Pavaza            | Árbitro(s): Jackson Pavaza |

| 20 de junio de 2017 | Recreativo do Libolo                      | 3–0     | ZESCO United | Estádio Municipal de Calulo, Calulo, Angola |                          |
|                     | Boukama-Kaya 9' 77' · Fabrício 81' (pen.) | Reporte |              | Árbitro(s): Ndala Ngambo                    | Árbitro(s): Ndala Ngambo |

| 20 de junio de 2017 | Al-Hilal Al-Ubayyid        | 2–1     | Smouha      | Al-Ubayyid Stadium, Al-Ubayyid, Sudán |                            |
|                     | Girfa 72' · Ladzagla 90+3' | Reporte | Mohareb 84' | Árbitro(s): Abou Coulibaly            | Árbitro(s): Abou Coulibaly |

| 30 de junio de 2017 | Smouha             | 1–1     | ZESCO United       | Borg El Arab Stadium, Alejandría |                              |
|                     | Diawara 89' (pen.) | Reporte | Ibrahim 84' (a.g.) | Árbitro(s): Louis Hakizimana     | Árbitro(s): Louis Hakizimana |

| 1 de julio de 2017 | Al-Hilal Al-Ubayyid                      | 2–0     | Recreativo do Libolo | Al-Ubayyid Stadium, Al-Ubayyid, Sudán |                             |
|                    | El Tahir 21' (pen.) · Moukoro 50' (pen.) | Reporte |                      | Árbitro(s): Lotfi Bekouassa           | Árbitro(s): Lotfi Bekouassa |

| 9 de julio de 2017 | ZESCO United | 3–0 Acreditado | Al-Hilal Al-Ubayyid | Levy Mwanawasa Stadium, Ndola, Zambia |                         |
|                    |              | Reporte        |                     | Árbitro(s): Djamal Aden               | Árbitro(s): Djamal Aden |

| 9 de julio de 2017 | Recreativo do Libolo | 0–0     | Smouha | Estádio Municipal de Calulo, Calulo, Angola |                            |
|                    |                      | Reporte |        | Árbitro(s): William Agbovi                  | Árbitro(s): William Agbovi |

### Grupo D
| Pos. | Equipo            | Pts. | PJ | G | E | P | GF | GC | Dif. | Clasificación    |
| ---- | ----------------- | ---- | -- | - | - | - | -- | -- | ---- | ---------------- |
| 1    | TP Mazembe        | 12   | 6  | 3 | 3 | 0 | 8  | 4  | +4   | Cuartos de final |
| 2    | SuperSport United | 10   | 6  | 2 | 4 | 0 | 13 | 8  | +5   | Cuartos de final |
| 3    | Horoya (E)        | 9    | 6  | 2 | 3 | 1 | 6  | 5  | +1   |                  |
| 4    | CF Mounana (E)    | 0    | 6  | 0 | 0 | 6 | 4  | 14 | −10  |                  |

 Fuente: CAF
Criterios de clasificación: Criterio de Desempate
| 12 de mayo de 2017 | SuperSport United       | 2–2     | Horoya                | Lucas Masterpieces Moripe Stadium, Pretoria, Sudáfrica |                         |
|                    | Ritchie 38' · Phala 82' | Reporte | Dipita 33' · Kyei 51' | Árbitro(s): Denis Batte                                | Árbitro(s): Denis Batte |

| 14 de mayo de 2017 | TP Mazembe             | 2–0     | CF Mounana | Stade TP Mazembe, Lubumbashi, RD Congo |                            |
|                    | Mputu 17' · Kalaba 49' | Reporte |            | Árbitro(s): Jackson Pavaza             | Árbitro(s): Jackson Pavaza |

| 23 de mayo de 2017 | CF Mounana                                  | 3–5     | SuperSport United                              | Stade de l'Amitié Sino-Gabonaise, Libreville, Gabón |                          |
|                    | Atchabao 26' · Sinayoko 79' · Autchanga 90' | Reporte | Kekana 4' · Mnyamane 34' 41' · Brockie 64' 90' | Árbitro(s): Abubakar Ago                            | Árbitro(s): Abubakar Ago |

| 24 de mayo de 2017 | Horoya     | 1–1     | TP Mazembe  | Stade du 28 Septembre, Conakri, Guinea |                              |
|                    | Dipita 33' | Reporte | Malango 80' | Árbitro(s): Lahlou Benbraham           | Árbitro(s): Lahlou Benbraham |

| 3 de junio de 2017 | CF Mounana | 0–1     | Horoya     | Stade de l'Amitié Sino-Gabonaise, Libreville, Gabón |                         |
|                    |            | Reporte | Camara 72' | Árbitro(s): Djamal Aden                             | Árbitro(s): Djamal Aden |

| 4 de junio de 2017 | TP Mazembe               | 2–2     | SuperSport United        | Stade TP Mazembe, Lubumbashi, RD Congo |                            |
|                    | Malango 21' · Kalaba 25' | Reporte | Modiba 26' · Mokoena 65' | Árbitro(s): Ferdinand Udoh             | Árbitro(s): Ferdinand Udoh |

| 20 de junio de 2017 | Horoya     | 1–0     | CF Mounana | Stade du 28 Septembre, Conakri, Guinea |                           |
|                     | Camara 82' | Reporte |            | Árbitro(s): Daniel Laryea              | Árbitro(s): Daniel Laryea |

| 20 de junio de 2017 | SuperSport United | 0–0     | TP Mazembe | Lucas Masterpieces Moripe Stadium, Pretoria, Sudáfrica |                          |
|                     |                   | Reporte |            | Árbitro(s): Wisdom Chewe                               | Árbitro(s): Wisdom Chewe |

| 1 de julio de 2017 | Horoya | 0–0     | SuperSport United | Stade du 28 Septembre, Conakri, Guinea |                               |
|                    |        | Reporte |                   | Árbitro(s): Mahmoud Bassiouny          | Árbitro(s): Mahmoud Bassiouny |

| 2 de julio de 2017 | CF Mounana | 0–1     | TP Mazembe | Stade de l'Amitié Sino-Gabonaise, Libreville, Gabón |                            |
|                    |            | Reporte | Mpeko 78'  | Árbitro(s): Rédouane Jiyed                          | Árbitro(s): Rédouane Jiyed |

| 8 de julio de 2017 | TP Mazembe              | 2–1     | Horoya     | Stade TP Mazembe, Lubumbashi, RD Congo |                         |
|                    | Kanda 14' · Sinkala 82' | Reporte | Dipita 37' | Árbitro(s): Sadok Selmi                | Árbitro(s): Sadok Selmi |

| 8 de julio de 2017 | SuperSport United                                   | 4–1     | CF Mounana | Lucas Masterpieces Moripe Stadium, Pretoria, Sudáfrica |                                 |
|                    | Grobler 14' · Mnyamane 27' · Brockie 34' 44' (pen.) | Reporte | Mensah 56' | Árbitro(s): Hassan Mohamed Hagi                        | Árbitro(s): Hassan Mohamed Hagi |

## Fase final
En la etapa de cuartos de final, los ocho equipos juegan un torneo de eliminación. Los emparejamientos se juegan en casa y de visita. Si la puntuación total es igual después del segundo partido, se aplica la Regla del gol de visitante, y si todavía se mantiene la igualdad, se van directo a los penaltis se utiliza para determinar el ganador. No hay tiempo extra.

### Cuartos de final
En los cuartos de final, los ganadores de cada grupo juegan contra los segundos de otro grupo, con el ganador de grupo cerrando la llave.
| 16 de septiembre de 2017 | MC Alger    | 1−0     | Club Africain | Stade du 5 Juillet, Algiers, Argelia |                                   |
|                          | Nekkache 9' | Reporte |               | Árbitro(s): Noureddine El Jaafari    | Árbitro(s): Noureddine El Jaafari |

| 24 de septiembre de 2017 | Club Africain                    | 2–0 (Global 2-1) | MC Alger | Stade Olympique de Radès, Radès, Túnez |                                |
|                          | Zemzemi 21' (pen.) · Khalifa 82' | Reporte          |          | Árbitro(s): Thierry Nkurunziza         | Árbitro(s): Thierry Nkurunziza |

| 15 de septiembre de 2017 | SuperSport United | 0−0     | ZESCO United | Lucas Masterpieces Moripe Stadium, Pretoria, Sudáfrica |                                |
|                          |                   | Reporte |              | Árbitro(s): Eric Otogo-Castane                         | Árbitro(s): Eric Otogo-Castane |

| 23 de septiembre de 2017                                       | ZESCO United              | 2–2 (Global 2-2) | SuperSport United | Levy Mwanawasa Stadium, Ndola, Zambia |                           |
|                                                                | Ching'andu 4' · Owino 51' | Reporte          | Phala 34' 90'     | Árbitro(s): Denis Dembélé             | Árbitro(s): Denis Dembélé |
| SuperSport United clasifica por la regla del gol de visitante. |                           |                  |                   |                                       |                           |

| 16 de septiembre de 2017 | FUS Rabat          | 1−0     | CS Sfaxien | Stade de FUS, Rabat, Marruecos |                            |
|                          | Benarif 19' (pen.) | Reporte |            | Árbitro(s): Daniel Bennett     | Árbitro(s): Daniel Bennett |

| 22 de septiembre de 2017       | CS Sfaxien                                         | 1−0 (4–5 p.)(Global 1-1)   | FUS Rabat                                            | Stade Taïeb Mhiri, Sfax, Túnez |                           |
|                                | Aouadhi 22' (pen.)                                 | Reporte                    |                                                      | Árbitro(s): Davies Omweno      | Árbitro(s): Davies Omweno |
|                                |                                                    | Tiros desde el punto penal |                                                      |                                |                           |
|                                | Aouadhi · Meriah · Mathlouthi · Marzouki · Amdouni |                            | Boulahroud · Diakité · El Bassil · Belmaachi · Saoud |                                |                           |
| FUS Rabat gana 5–4 en penales. |                                                    |                            |                                                      |                                |                           |

| 16 de septiembre de 2017 | Al-Hilal Al-Ubayyid | 1−2     | TP Mazembe             | Al-Ubayyid Stadium, Al-Ubayyid, Sudán |                          |
|                          | Mondeko 22' (a.g.)  | Reporte | Malango 29' 82' (pen.) | Árbitro(s): Victor Gomes              | Árbitro(s): Victor Gomes |

| 24 de septiembre de 2017 | TP Mazembe                                                          | 5–0 (Global 7–1) | Al-Hilal Al-Ubayyid | Stade TP Mazembe, Lubumbashi, RD Congo |                          |
|                          | Kasusula 39' · Traoré 48' · Malango 54' · Meschak 83' · Mpeko 90+3' | Reporte          |                     | Árbitro(s): Gehad Grisha               | Árbitro(s): Gehad Grisha |

### Semifinales
| 1 de octubre de 2017 | SuperSport United | 1−1     | Club Africain      | Lucas Masterpieces Moripe Stadium, Pretoria, Sudáfrica |                             |
|                      | Mnyamane 88'      | Reporte | Khalifa 21' (pen.) | Árbitro(s): Bernard Camille                            | Árbitro(s): Bernard Camille |

| 22 de octubre de 2017 | Club Africain      | 1−3 (Global 2-4) | SuperSport United             | Stade Olympique de Radès, Radès, Túnez |                          |
|                       | Khalifa 56' (pen.) | Reporte          | Grobler 16' 64' · Brockie 53' | Árbitro(s): Gehad Grisha               | Árbitro(s): Gehad Grisha |

| 1 de octubre de 2017 | TP Mazembe  | 1−0     | FUS Rabat | Stade TP Mazembe, Lubumbashi, RD Congo |                            |
|                      | Malango 14' | Reporte |           | Árbitro(s): Bakary Gassama             | Árbitro(s): Bakary Gassama |

| 21 de octubre de 2017 | FUS Rabat | 0−0 (Global 0-1) | TP Mazembe | Stade de FUS, Rabat, Marruecos |                           |
|                       |           | Reporte          |            | Árbitro(s): Janny Sikazwe      | Árbitro(s): Janny Sikazwe |

### Final
| 19 de noviembre de 2017 | TP Mazembe             | 2–1     | SuperSport United | Stade TP Mazembe, Lubumbashi, RD Congo                        |                                                               |
|                         | Traoré 19' · Adjei 67' | Reporte | Mbule 48'         | Asistencia: 19,000 espectadores Árbitro(s): Mehdi Abid Charef | Asistencia: 19,000 espectadores Árbitro(s): Mehdi Abid Charef |

| 25 de noviembre de 2017 | SuperSport United | 0–0 (Global 1-2) | TP Mazembe | Lucas Masterpieces Moripe Stadium, Pretoria                 |                                                             |
|                         |                   | Reporte          |            | Asistencia: 15,000 espectadores Árbitro(s): Malang Diedhiou | Asistencia: 15,000 espectadores Árbitro(s): Malang Diedhiou |

## Campeón
|                                            |
| Bandera de República Democrática del Congo |
| Campeón invicto T. P. Mazembe              |
| 2.° título                                 |

## Goleadores
| Posición | Jugador          | Equipo            | Goles |
| -------- | ---------------- | ----------------- | ----- |
| 1        | Jeremy Brockie   | SuperSport United | 10    |
| 2        | Karim Aouadhi    | CS Sfaxien        | 6     |
| 2        | Sabelo Ndzinisa  | Mbabane Swallows  | 6     |
| 2        | Ben Malango      | TP Mazembe        | 6     |
| 2        | Saber Khalifa    | Club Africain     | 6     |
| 3        | Derrick Nsibambi | KCCA              | 5     |
| 3        | Thabo Mnyamane   | SuperSport United | 5     |
| 3        | Ibrahim Chenihi  | Club Africain     | 5     |
| 3        | Hichem Nekkache  | MC Alger          | 5     |